# Enschede
Enschede (phát âm tiếng Hà Lan: [ˈɛnsxəˌdeː] ⓘ), cũng gọi là Eanske trong phương ngữ Twents, là một đô thị và một thành phố ở phía đông Hà Lan trong tỉnh Overijssel và trong khu vực Twente. Đô thị Enschede bao gồm thành phố Enschede cho đến năm 1935, khi các đô thị nông nghiệp Lonneker hoàn toàn bao quanh thành phố này được sáp nhập sau khi Enschede mở rộng công nghiệp nhanh chóng từ những năm 1860 và công trình xây dựng đường sắt và đào kênh Twentekanaal.

## Các trung tâm dân cư
- Boekelo
- Enschede
- Glanerbrug
- Lonneker
- Usselo

## Dân địa phương nổi tiếng
- Jan Cremer (1940) - nhà văn
- Bert Doorn (1949) - chính trị gia
- Noor Holsboer (1967) - hậu vệ hockey
- Nico Molenkamp (1920) - nghệ sĩ
- Kees van Baaren (1906) - nhà soạn nhạc
- Tino Tabak (1946) - cu-rơ xe đạp
- Jasper van 't Hof (1947) - nhạc công piano
- Willem Wilmink (1936-2003) - nhà thơ và nhà văn
- Rudolph De Ram (1955) - nghệ sĩ và nhiếp ảnh gia
- Hans van Abeelen (1936) - nhà di truyền học
- Willem Piet Regenspurg (1894) - nghệ sĩ

## Kết nghĩa
- Đại Liên, CHND Trung Hoa.